# Narciso del Campillo y Correa
Narciso del Campillo y Correa, född 1835 i Sevilla, död 1900, var en spansk novellist och skald.
Campillo blev 1865 professor i retorik och poesi i Cadiz och 1869 i Madrid. Av hans arbeten förtjänar Poesías (1858), Memoria sobre el estilo (1865), Nuevas poesias (1867), Retórica y poética ó literatura perceptiva (1871-1881), Un docena de cuentos (1879), Nuevos cuentos (1881) och Florilegio español (1888) nämnas. Adolf Hillman skriver i Nordisk familjebok: "C. är en skald med rik fantasi, hans språk är mönstergillt rent, hans studier gå på djupet, och hans beläsenhet är synnerligt omfattande."